# Alexej Lukjaňuk
Alexej Vasiljevič Lukjaňuk (rusky Алексей Васильевич Лукьянюк; 12. prosinec 1980, Moskva, Ruská federace) je ruský automobilový závodník, mistr sportu mezinárodní třídy v rally, vítěz ruského poháru v rallye v roce 2011 (kategorie 2000N), Mistr Europy 2018 v roce 2018, Mistr Ruska v roce 2014 a také Mistr Estonska v roce 2014. Od roku 2009 je jeho navigátor Alexej Arnautov.

## Výsledky

### ERC
| Rok  | Vůz                     | 1       | 2       | 3       | 4       | 5        | 6       | 7       | 8       | 9       | 10    | Pozice | Body |
| ---- | ----------------------- | ------- | ------- | ------- | ------- | -------- | ------- | ------- | ------- | ------- | ----- | ------ | ---- |
| 2015 | Ford Fiesta R5          | AUT 3   | LVA Ret | IRL 6   | PRT     | BEL      |         | CZE 4   | CYP 5   | GRC Ret | SUI 1 | 3.     | 157  |
| 2015 | Mitsubishi Lancer Evo X |         |         |         |         |          | EST 1   |         |         |         |       | 3.     | 157  |
| 2016 | Ford Fiesta R5          | ESP 1   | GBR     | GRC 10  | PRT 2   | BEL Ret  | EST Ret | POL     | CZE 15  | LVA 2   | CYP 1 | 2.     | 159  |
| 2017 | Ford Fiesta R5          | PRT Ret | ESP 1   | GRC     | CYP     | POL Ret  | CZE 2   | ITA Ret | LVA Ret |         |       | 4.     | 73   |
| 2018 | Ford Fiesta R5          | PRT 1   | ESP 1   | GRC 19  | CYP Ret | ITA 1    | CZE 2   | POL Ret | LVA     |         |       | 1.     | 150  |
| 2019 | Citroën C3 R5           | PRT Ret | ESP Ret | LAT 2   | POL 1   | ITA 4    | CZE 15  | CYP Ret | HUN 2   |         |       | 2.     | 132  |
| 2020 | Citroën C3 R5           | ITA 1   | LAT 2   | PRT 1   | HUN 13  | ESP 7    |         |         |         |         |       | 1.     | 121  |
| 2021 | Citroën C3 R5           | POL 1   | LAT 3   | ITA Ret | CZE WD  | PRT1 Ret | PRT2    | HUN     | ESP     |         |       | 4.*    | 67*  |

* Sezona probíhá.